# Greencastle (Irlanda)
Greencastle (gaelico irlandese: An Caisleán Nua) è un importante porto situato sulla parte nord-orientale di Inishowen, nel Donegal (contea), Repubblica d'Irlanda, ed è situato a pochi chilometri da Moville e a breve distanza da Derry. 
Il nome del posto deriverebbe dal limitrofo ed omonimo forte, costruito in pietra verde.
Al giorno d'oggi, dato il declino dell'industria della pesca, assomiglia più ad un villaggio vacanze tipico della contea di Donegal.

## Storia del posto
Il nome Greencastle deriva dal castello della zona, che a sua volta potrebbe aver tratto il suo nome dalla pietra da taglio verde con cui è stato costruito. Il castello, costruito dagli anglo-normanni, è conosciuto anche come Castello di Newburgh. Il primo vero molo è stato costruito nel 1813 [ 1 ] ed è stato ingrandito diverse volte da allora. Oggi, oltre ad essere un legame di traino e di pesca di salmone e la patria di numerose associazioni di pascatori, il molo ha anche un diverso impatto. I visitatori sbarcano dal traghetto Magilligan - Greencastle che è stato inaugurato nel 2002. [ 2 ] Il sito ufficiale pubblicizza il fatto che questo consente di risparmiare 78 km ( o 49 miglia) di guida, percorribili per chi arriva da Derry. Il Lough Foyle Ferry Company ha recentemente ( 2004) iniziato un servizio di traghetti Lough Swilly che corre tra Buncrana e Rathmullan stagionalmente. Il molo contiene anche un ufficio pilota di nuova costruzione per sostituire l'ufficio pilota dismesso al Pier Carrickarory.
Greencastle è anche una delle porte di sbarco per le navi da crociera che visitano Derry. A causa della natura di marea dell'estuario del fiume Foyle, a volte è troppo poco profonda per le navi da crociera per permetterle di attraccare alle banchine da Lisahally a Derry. Il molo di Greencastle non è stato progettato per consentire ad una nave da crociera di attraccare. [3 ]
Il castello di Greencastle è stato collegato con il castello sullo sfondo. [ 4 ] Fu costruito nel 1305 per fornire una base per il potere anglo-normanno nel Nord Ovest. Questo edificio è stato chiamato " Northburg ". [5 ] C'è un più moderno forte accanto al rudere normanno. Questo è stato costruito dagli inglesi per fermare Napoleone.